# Buba (sektor)
Buba är en sektor i Guinea-Bissau.   Den ligger i regionen Quinara, i den centrala delen av landet, 70 km öster om huvudstaden Bissau.